# Drabivský rajón
Drabivský rajón (ukrajinsky Драбівський район) byl rajón v Čerkaské oblasti na Ukrajině. Hlavním městem byl Drabiv a rajón měl přibližně 33 tisíc obyvatel. 

## Sídla v rajónu
- Drabiv